# 堀川果奈
堀川 果奈（ほりかわ はてな、1978年11月17日‐）は、日本の女優、タレント。元劇団前方公演墳所属

## 人物・略歴
- 大分県出身。
- 愛称は「堀(ほり)」、「エミちゃん」、「カエルちゃん」など。
- 釈由美子のバックダンサーとして、北海道、山梨県、九州などのイベントに出演。
- 2009年11月20日に「花南 果南」（かなん はてな）から「堀川 果奈」に改名。お笑いユニット・ヤンキーフォーにも加入する。
- 温厚な性格で、仲間から信頼されている。

## 主な出演作品

### 映画
- 映画セブンガールズ　猫役
- スプリットの恋

### テレビ
- ナースな探偵3（フジテレビ）

- マチャミの全部いただき！(日本テレビ)
- エンタの神様 (日本テレビ) ※ヤンキーフォー
- 本当にあった！？怖い女たちSP！(テレビ朝日)
- 逆転人生(NHK)
- THE突破ファイルSP！突破交番(日本テレビ)
- さいきっちPLUS(CTSケーブル佐伯)
- CTS de NEW 2022(CTSケーブル佐伯)

#### CM
- 薬のサンロード

#### 雑誌
- ソフマップ

#### 舞台
- 劇団前墳バックドロップス公演
  - IZO（2007年、東京芸術劇場）
  - 龍馬よ雲になりすませ（2008年、萬スタジオ）
  - 題名未定（2008年、東京芸術劇場）
  - セブンガールズ（2009年、東京芸術劇場）
  - 神の味噌汁(2010年、キンケロシアター)
  - 声はきこえているか(2016年、下北沢小劇場)

#### イベント
- Blreach!ライブ（CLUB CITTA）
- ROCK ON FRIDAY NIGHT（2009年11月、初台THE DOORS）